# Bronisław Chromy
Bronisław Chromy (Leńcze, 1925. június 3. – Krakkó, 2017. október 4.) lengyel szobrászművész.
Képzőművészeti középiskolában érettségizett, majd tanulmányait a Krakkói Képzőművészeti Akadémián folytatta, ahol Xawery Dunikowski tanítványa volt és 1956-ban szerzett diplomát. A Lengyel Művészeti és Tudományos Akadémia (Polska Akademia Umiejętności) tagja volt.
Egyik legismertebb műve a waweli sárkány-szobor, amelyet 1970-ben állítottak fel a Sárkány-barlang előtt. Az acél szobor hatlábú sárkányt formál és öt percenként tüzet lövell ki a szájából. Több műve a Plantyban áll.